# Aeroportul Messina
Aeroportul Messina (IATA: MEZ, ICAO: FAMS) este un aeroport din Provincia Limpopo, Africa de Sud.
aeroportul dispune de o singură pistă.